# Washburn (Maine)
Washburn – miasto w Stanach Zjednoczonych, w stanie Maine, w hrabstwie Aroostook.